# Basilio Tomás Sancho Hernando
Basilio Tomás Sancho Hernando  o Basilio de Santa Justa y Rufina Sch. P. , (Villanueva del Rebollar de la Sierra, provincia de Teruel, 17 de septiembre de 1728-Manila, 1787). Religioso español, arzobispo de Manila.
Estudió Teología en Daroca y Zaragoza en 1743, siendo ordenado sacerdote. Se trasladó posteriormente a Valencia siendo nombrado secretario general de las escuelas pías de la ciudad. En 1762 era ya procurador general de la Orden en la provincia escolapia de Aragón. En 1764 se le nombró predicador real y calificador del Santo Oficio, mostrándose partidario de la expulsión de los jesuitas. En 1765, Carlos III lo propuso para la mitra de Manila, siendo nombrado al año siguiente por el Papa Clemente XIII. En 1766, fue nombrado arzobispo de Manila. El 17 de julio de 1767 llegaba a su nuevo destino.
Al poco de llegar a Manila y al intentar recorrer la diócesis como era costumbre, los jesuitas en particular y el clero en general se opusieron. Eso acrecentó aún más sus convicciones frente a los jesuitas. Para combatir a los sacerdotes de la zona, se empeñó en una amplia campaña para la formación de curas nativos con los que trataba de sustituir a los regulares de la diócesis.
El 17 de mayo de 1768 llegó de la península el decreto de expulsión de los jesuitas. Cinco días después emitía un Edicto en el que condenaba las prácticas de la Compañía e invitaba claramente a la obediencia al Monarca y a rechazar las enseñanzas de Ignacio de Loyola. La expulsión de los jesuitas fue un auténtico problema. El 1 de agosto partían los primeros 64 jesuitas expulsados que, sin embargo, se vieron forzados al regreso por una tormenta en el mar. La demora se alargó hasta el verano siguiente.
Por su parte, los enfrentamientos entre el arzobispo y el gobierno de Manila eran constantes, especialmente con el oidor Juan Domingo de Basaraz que confiscó varios libros de crítica a la Compañía de Jesús editados en Madrid con el visto bueno de las autoridades españolas. Contraviniendo al gobierno de Manila, animó a los fieles a la lectura de los libros confiscados y comunicó en varias ocasiones a la Corona Española la contumacia de las autoridades de Manila.
En 1770, la mayoría de los jesuitas habían partido de Filipinas. Además por la misma época Basaraz fue procesado por el nuevo gobernador, Simón de Anda y Salazar, con lo que la posición antijesuítica de Sancho de Santa Justa fue finalmente recompensada en el terreno religioso y político.
El 17 de diciembre de 1787, días después de su muerte, fue nombrado Arzobispo de Granada sin llegar a tener efecto alguno.